# Rotwandlspitze
Rotwandlspitze är en bergstopp i Österrike. Den ligger i den västra delen av landet, 400 km väster om huvudstaden Wien. Toppen på Rotwandlspitze är 2 190 meter över havet, eller 95 meter över den omgivande terrängen. Bredden vid basen är 0,61 km.
Terrängen runt Rotwandlspitze är bergig österut, men västerut är den kuperad. Runt Rotwandlspitze är det tätbefolkat, med 530 invånare per kvadratkilometer.. Närmaste större samhälle är Innsbruck, 17,9 km sydost om Rotwandlspitze. 
I omgivningarna runt Rotwandlspitze växer i huvudsak barrskog.